# Kincardine Bridge

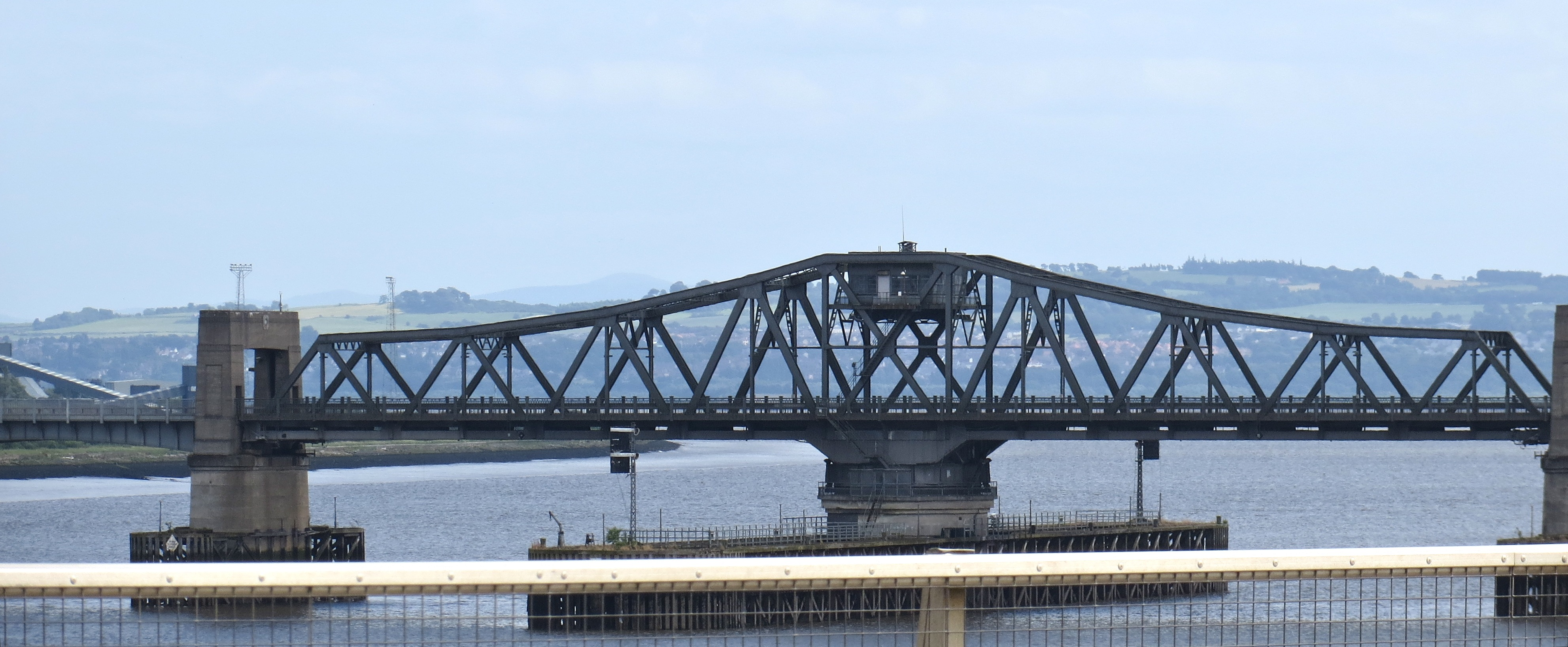
Detail draaibrug

De Kincardine Bridge is een draaibrug voor wegverkeer die de oevers van de Firth of Forth in Schotland verbindt. De brug ligt tussen de plaatsen Falkirk en Kincardine. De brug werd in 1936 voor het verkeer geopend. 
De bouw duurde van 1932 tot 1936. Het was een ontwerp van de architect Donald Watson. Toen de brug in gebruik werd genomen, was het de eerste brug over de Forth ten oosten van Stirling. Voor het scheepvaartverkeer is er een draaibrug, maar deze is in 1988 buitengebruik gesteld. Op ruim 20 kilometer ten oosten van de brug ligt sinds 1966 de Forth Road Bridge.
Van de brug werd veel gebruik gemaakt en het verkeer kwam midden in het centrum van Kincardine terecht. Dit leidde tot veel overlast voor de plaatselijke bevolking. In 2008 werd een nieuw brug geopend, de Clackmannanshire Bridge, die ten westen van de plaats weer de oever bereikt. Het verkeer wordt verder om Kincardine heen geleid. 